# Ken Matsumoto
Ken Matsumoto (Kanagawa, 28 augustus 1987) is een Japans voetballer.

## Carrière
Ken Matsumoto speelde tussen 2006 en 2011 voor JEF United Ichihara Chiba, Albirex Niigata FC, Sisaket en YSCC. Hij tekende in 2012 bij Grulla Morioka.